# Pietro Pomponazzi
Pietro Pomponazzi (latin Petrus Pomponatius), född  16 september 1462 i Mantua, död 18 maj 1525 i Bologna, var en italiensk filosof.

## Biografi
Pomponazzi blev 1495 professor vid universitetet i Padua och var senare verksam i Ferrara och Bologna. Han framträdde som alexandristernas djärvaste kämpe mot den aristoteliska traditionen, angrep dess lära om det aktiva eller skådade förnuftet och hävdade att människosjälen är oupplösligt knuten till ett sinnligt underlag, vid kroppens sinnesverksamhet såväl som vid fantasins åskådningsbilder, utan vilka den inte kan tänka. Därigenom har den inte odödlighet men kan dock i det enskilda uppfatta det allmänna och därigenom höja sig till förnuftig verksamhet. Sina tankar utvecklade Pomponazzi 1516 i De immortalitate animae, som brändes av inkvisitionen i Venedig.
På etikens område bröt Pomponazzi med lönemoralen och föreskrev dygden för sin egen skull och anser att odödlighetstron var skadlig för allt oegennyttigt etiskt handlande. Han blev här en föregångare till Spinozas och Kants autonoma förnuftsmoral. Odödlighetsläran har däremot en uppgift i att fungera som en läkare för själen genom att hålla viljorna i schack, vilket Pomponazzi ansåg som något viktigt och talade därför om "dubbla sanningar", att något kunde vara sant inom teologin utan att därigenom vara det inom filosofin. Han försökte även inom andra områden söka naturvetenskapliga förklaringar istället för religiösa. Han såg spöken som inbillningar och förkastade också tanken att demoner kunde besätta människor. Hans filosofi sammanfattas oftast med citatet Sinnet och experimentet äro sanningens bägge vågskålar.
Pomponazzis samlade verk utgavs 1567.